# Eksjö landsfiskalsdistrikt
Eksjö landsfiskalsdistrikt var 1918–1964 ett landsfiskalsdistrikt i Jönköpings län, bildat när Sveriges indelning i landsfiskalsdistrikt trädde i kraft den 1 januari 1918, enligt beslut den 7 september 1917. Den 1 januari 1965 avskaffades i Sverige samtliga landsfiskaler och landsfiskalsdistrikt, och deras arbetsuppgifter delades upp på de nyskapade indelningarna polisdistrikt, åklagardistrikt och kronofogdedistrikt.
Landsfiskalsdistriktet låg under länsstyrelsen i Jönköpings län.

## Ingående områden
Eksjö stad lades under landsfiskalsdistriktet den 1 januari 1941, dock endast i avseende på utsökningsväsendet. 1 januari 1947 förenades Eksjö stad med distriktet även i polis- och åklagarhänseende, och tillhörde då i alla avseenden landsfiskalsdistriktet samtidigt som stadsfiskalstjänsten upphörde. 1 januari 1949 inkorporerades Eksjö landskommun i Eksjö stad. När Sveriges nya indelning i landsfiskalsdistrikt trädde i kraft den 1 januari 1952 (enligt kungörelsen 1 juni 1951) ändrades distriktets omfattning.

### Från 1918
Södra Vedbo härad:
- Eksjö landskommun
- Flisby landskommun
- Höreda landskommun
- Mellby landskommun
- Norra Solberga landskommun

### Från 1941
- Eksjö stad

Södra Vedbo härad:
- Eksjö landskommun
- Flisby landskommun
- Höreda landskommun
- Mellby landskommun
- Norra Solberga landskommun

### Från 1 oktober 1941
- Eksjö stad (endast i utsökningshänseende; staden skötte polis- och åklagarväsendet själv)[3]

Södra Vedbo härad:
- Eksjö landskommun
- Flisby landskommun
- Höreda landskommun
- Mellby landskommun
- Norra Solberga landskommun

### Från 1947
- Eksjö stad

Södra Vedbo härad:
- Eksjö landskommun
- Flisby landskommun
- Höreda landskommun
- Mellby landskommun
- Norra Solberga landskommun

### Från 1949
- Eksjö stad

Södra Vedbo härad:
- Flisby landskommun
- Höreda landskommun
- Mellby landskommun
- Norra Solberga landskommun

### Från 1 januari 1952
- Eksjö stad
- Höreda landskommun
- Ingatorps landskommun
- Mariannelunds köping